# Paratiroide
Les glàndules paratiroides (o, senzillament, paratiroides) són petites glàndules endocrines al coll que produeixen l'hormona paratiroidal. Els éssers humans tenen quatre glàndules paratiroides, que normalment es troben darrere de la glàndula tiroide, i, en rars casos, dins de la glàndula tiroide o al pit. Les glàndules paratiroides controlen la quantitat de calci en la sang i dins dels ossos.